# Jadwiga Stokarska
Jadwiga Stokarska (ur. 27 lipca 1948 w Nowym Lubiejewie) – polska polityk i rolnik, senator III i IV kadencji z województwa ostrołęckiego.

## Życiorys
Z wykształcenia inżynier ogrodnik, studiowała w Szkole Głównej Gospodarstwa Wiejskiego. Pracowała m.in. jako agronom i kierownik służby rolnej, instruktorka w spółdzielni ogrodniczej w Wyszkowie i nauczycielka przedmiotów ogrodniczych. Prowadziła również gospodarstwo rolne. Została działaczką Stowarzyszenia Rodzin Katolickich.
W wyborach w 1993 po raz pierwszy została wybrana do Senatu. Kandydowała w poparciem NSZZ Rolników Indywidualnych „Solidarność”. Zasiadała w Komisji Rolnictwa, Komisji Samorządu Terytorialnego i Administracji Państwowej oraz Komisji Emigracji i Polaków za Granicą. Pod koniec kadencji była członkinią klubu senackiego NSZZ „Solidarność”. W 1997 uzyskała reelekcję z ramienia własnego komitetu wyborczego. W 2001 wycofała się z działalności politycznej.